# Diesis
La diesis (o diesis menor) es una coma o pequeño intervalo musical que aparece en el sistema de afinación justa desempeñando el mismo papel que la coma pitagórica en el sistema de Pitágoras. Si en este el semitono cromático era una coma más grande que el diatónico, en el sistema justo se invierte el tamaño relativo de los semitonos, y el semitono diatónico es una diesis más grande que el cromático.
Así como el círculo de quintas del sistema de Pitágoras contiene una quinta del lobo, que es una coma pitagórica menor que la justa, en el sistema justo la quinta del lobo es mayor que la justa en una diesis.
Su expresión racional es {\displaystyle {\frac {128}{125}}} y su magnitud comparativa es de 41 cents.
La aparición de la diesis como un intervalo «positivo» o «por exceso» de la quinta del lobo respecto de las justas, está causada por la correspondiente reducción de varias de las otras quintas del círculo, en una coma sintónica. Al reducir en una coma sintónica una de cada cuatro quintas (de un círculo de doce), resulta que la quinta del lobo crece en la misma medida. Así pues la quinta del lobo del sistema justo (una diesis mayor que la justa) es tres comas sintónicas mayor que la del pitagórico.
El mismo razonamiento sirve para afirmar que la diesis es igual a tres comas sintónicas menos una coma pitagórica.
De manera recíproca, mientras que la diesis es un exceso de la quinta de lobo sobre la quinta justa o pitagórica, cuando el intervalo formado por tres terceras mayores sucesivas se compara con la octava, resulta una diferencia igual a una diesis. Esta diferencia es negativa respecto de la octava: las tres terceras mayores puras no alcanzan a igualar a la octava y el déficit es precisamente una diesis.

## La diesis mayor
Cuando se tiene en cuenta el sistema justo menor (que reduce en una coma sintónica una de cada tres quintas para conseguir terceras menores puras), se ha de diferenciar entre la diesis que resulta en cada uno de los dos sistemas. Debido a la preferencia tradicional por las terceras mayores, la denominación de diesis sin especificación de su tamaño se refiere a la diesis menor que corresponde al sistema justo mayor.
En cambio, en el sistema justo menor se reducen cuatro quintas en total (una de cada tres de un círculo de doce) y por ello la diesis correspondiente es cuatro comas sintónicas menor que la justa. Por ello a la diesis del sistema justo menor se la conoce por diesis mayor.
La expresión racional de la diesis mayor es {\displaystyle {\frac {648}{625}}} y su magnitud comparativa es de 62.6 cents.
La quinta del lobo es una diesis más grande que la quinta justa. Dado que en el sistema justo menor la diesis es más grande que medio semitono, puede decirse que la quinta del lobo en el sistema justo menor, está más cerca de una sexta menor que de una quinta justa.

## Desarrollo matemático

### El exceso de la quinta del lobo
En el sistema justo, la diesis es el exceso de la quinta del lobo sobre la quinta justa.
La quinta del lobo pitagórica es la última del círculo de doce quintas, once justas y una del lobo, y se puede expresar como el exceso de las siete octavas correspondientes sobre las primeras once quintas justas:
{\displaystyle 2^{7}:\left({\frac {3}{2}}\right)^{11}={\frac {2^{7+11}}{3^{11}}}={\frac {2^{18}}{3^{11}}}={\frac {262144}{177147}}}, con 678,5 cents, 23,5 cents (una coma pitagórica) menos que la quinta justa de 702 cents.
Al aumentar esta quinta del lobo en tres comas sintónicas, resulta que la quinta del lobo del sistema justo es:
{\displaystyle {\frac {2^{18}}{3^{11}}}\times \left({\frac {81}{80}}\right)^{3}={\frac {2^{18}\times 3^{12}}{3^{11}\times (2^{4}\times 5)^{3}}}={\frac {2^{6}\times 3}{5^{3}}}={\frac {192}{125}}}, con 743 cents, es decir, 41 cents (una diesis) mayor que la quinta justa de 702 cents.
El exceso de esta quinta del lobo sobre la quinta justa da una diesis igual a
{\displaystyle {\frac {192}{125}}:{\frac {3}{2}}={\frac {2^{6}\times 3\times 2}{5^{3}\times 3}}={\frac {2^{7}}{5^{3}}}={\frac {128}{125}}}, con 41 cents.

### Diferencia entre semitonos
En el sistema justo, el semitono mayor (diatónico) de 16/15 es la diferencia entre la cuarta justa de 4/3  y la tercera mayor justa de 5/4, y es una diesis más grande que el semitono menor (cromático) de 25/24:
{\displaystyle {\frac {16}{15}}:{\frac {25}{24}}={\frac {2^{7}\times 3}{5^{3}\times 3}}={\frac {2^{7}}{5^{3}}}={\frac {128}{125}}}

### El déficit de tres terceras mayores
Puesto que una tercera mayor consta de cuatro quintas, tres terceras mayores dan la vuelta completa al círculo de 12 quintas. La diferencia de una octava sobre tres terceras mayores consecutivas, es una diesis.
La tercera mayor del sistema justo es {\displaystyle {\frac {5}{4}}}, igual a la que existe entre los armónicos 5 y 4 de la serie armónica.
Así pues la diesis es:
{\displaystyle 2:\left({\frac {5}{4}}\right)^{3}={\frac {2\times 4^{3}}{5^{3}}}={\frac {128}{125}}}

### Diesis mayor: el exceso de cuatro terceras menores
Puesto que una tercera menor consta de tres quintas, cuatro terceras menores dan la vuelta completa (en sentido antihorario) al círculo de 12 quintas. La diferencia de las cuatro terceras menores consecutivas sobre una octava, es una diesis mayor.
La tercera menor del sistema justo es {\displaystyle {\frac {6}{5}}}, igual a la que existe entre los armónicos 6 y 5 de la serie armónica.
Así pues la diesis es:
{\displaystyle \left({\frac {6}{5}}\right)^{4}:2={\frac {6^{4}}{5^{4}\times 2}}={\frac {648}{625}}}
- Datos: Q772624